# Freaks Out
Freaks Out è un film del 2021 diretto, co-sceneggiato, co-prodotto e co-musicato da Gabriele Mainetti, da un soggetto di Nicola Guaglianone, che ne ha scritto anche la sceneggiatura.

## Titolo
Il titolo e i personaggi (deformi vincenti) sono un deciso riferimento e omaggio al film Freaks (1932) di Tod Browning.

## Trama
Roma, 1943. Durante l'occupazione delle truppe naziste, in piena seconda guerra mondiale si svolgono gli spettacoli del Circo Mezzapiotta, di proprietà dell'ebreo Israel, nel quale si esibiscono quattro freaks: Matilde, una ragazza che produce scariche elettriche folgorando chiunque la tocchi; Cencio, un ragazzo albino capace di controllare gli insetti; Fulvio, un "uomo bestia" affetto da ipertricosi, interamente ricoperto di peli e dotato di forza sovrumana; Mario, un nano con un leggero ritardo mentale e la capacità di controllare gli oggetti metallici. L'inasprirsi del conflitto mette a rischio la sopravvivenza del circo, così Israel propone ai quattro di tentare il viaggio per l'America; dopo aver raccolto i loro risparmi, tuttavia sparisce nel nulla. Cercandolo per le strade della Capitale e scampati fortunosamente a un rastrellamento nazista, i quattro decidono di separarsi: Matilde, l'unica a credere nella buona fede di Israel, parte per cercarlo, mentre gli altri tre si recano al prestigioso Berlin Zircus, un sontuoso spettacolo allestito dagli occupanti nazisti.
Matilde scampa a un tentativo di stupro da parte di un soldato tedesco, e trova rifugio presso uno scalcagnato gruppo di partigiani capitanati dal Gobbo (personaggio in parte ispirato al Gobbo del Quarticciolo), a lei interessato per il suo potere. Durante un'imboscata a una colonna di camion nazisti, Matilde scorge Israel con altri deportati, ma non riesce a salvarlo poiché non è in grado di controllare il proprio potere, né di usarlo per fare del male a qualcuno, afflitta dal rimorso di aver ucciso involontariamente sua madre.
Fulvio, Mario e Cencio vengono assunti al Berlin Zircus, che è in realtà il regno di Franz, un pianista tedesco esadattilo dotato di poteri di chiaroveggenza. Egli presagisce la morte del dittatore nazista e l'arrivo di quattro esseri dotati di poteri sovrumani in grado di salvare le sorti del Terzo Reich. Questi ha creato il Berlin Zircus allo scopo di radunare tutti i fenomeni da baraccone e sottoporli a tortura, onde individuare i salvatori. Informata da un partigiano orbo chiamato il Guercio del reale scopo del circo nazista, Matilde parte per salvare i suoi amici, ma finisce per essere catturata da Franz, che col suo arrivo ritiene completo il quartetto apparso nella visione.
Il nazista organizza un grande spettacolo per i gerarchi, tra cui ci sono il fratello Amon e il Feldmaresciallo Kesselring, al fine di convincerli a impiegare i quattro per fini bellici. Imprigionata e costretta a fulminare una tigre, Matilde controlla per la prima volta il proprio potere rendendola mansueta. Umiliato e sbeffeggiato, Franz condanna i quattro al rogo ma la ragazza fa saltare il portello della fornace e fugge via coi suoi amici; essi si recano a salvare Israel, nel frattempo caricato su uno dei treni della morte. Franz, furibondo, uccide suo fratello Amon assumendone l'identità e comandando un plotone motorizzato per inseguire i fuggiaschi.
I quattro abbordano il convoglio eliminando la guarnigione a bordo, ma vengono raggiunti dal plotone di Franz; nasce quindi una battaglia furiosa, alla quale prenderà parte anche la squadra di partigiani del Gobbo. I nazisti sembrano inizialmente prevalere, ma quando Israel si sacrifica per salvarle la vita, Matilde concentra tutta la sua energia per spazzare via i nemici. Nell'assistere alla morte della sua fidanzata Irina, Franz comprende che la sua visione non riguardava il suicidio del dittatore ma il proprio destino imminente: il soldato finirà infatti per spararsi. Matilde impara a controllare i suoi poteri e così i quattro amici finalmente liberi possono rimettersi in viaggio.

## Produzione

### Pre-produzione
(dichiarazione da parte della società Goon Films)
Il secondo lungometraggio di Gabriele Mainetti è una produzione Goon Films e Lucky Red con Rai Cinema, in coproduzione con la società belga Gapbusters. Il regista romano si è occupato anche della sceneggiatura, insieme a Nicola Guaglianone, e delle musiche insieme a Michele Braga. Tra i protagonisti della pellicola, Claudio Santamaria e Pietro Castellitto, seppure il ruolo di rilievo nella trama sia il personaggio interpretato dalla giovane Aurora Giovinazzo. Il budget del film è stato di circa 13 milioni di euro.
In una intervista Mainetti descrive il suo secondo film come un "film corale, ambientato a Roma" che continua la sua ricerca formale che aveva iniziato a perseguire nelle sue opere precedenti, definendolo una sfida.
(Gabriele Mainetti)

### Riprese

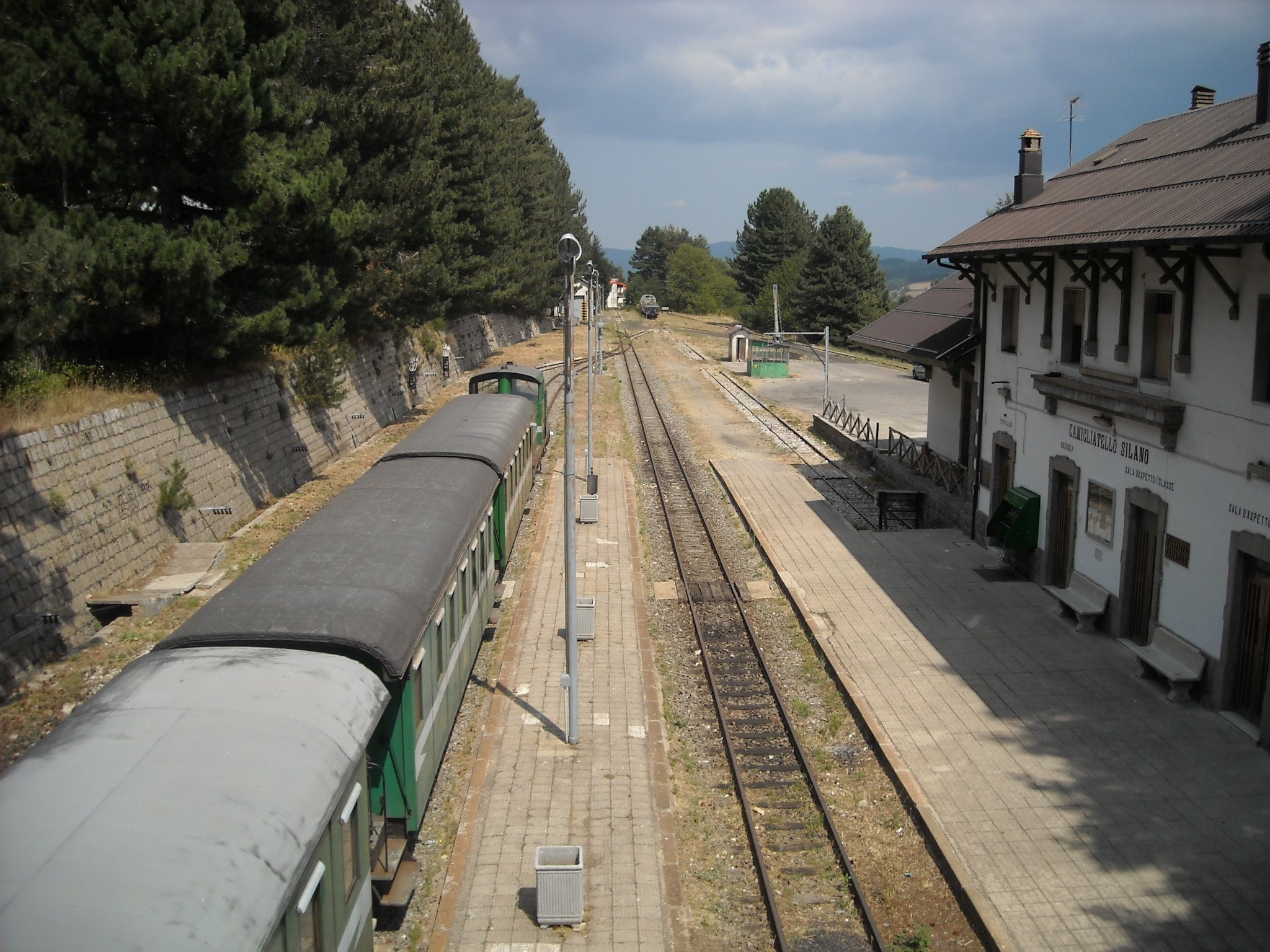
La stazione di Camigliatello Silano è stata utilizzata per via della sua somiglianza con la stazione di Roma Tiburtina degli anni quaranta

Nell'aprile del 2018 viene annunciato l'inizio delle riprese della durata di dodici settimane, tra il Lazio e la Calabria. A metà maggio si sono svolti i casting per i figuranti a Cosenza. Nello stesso mese viene diffusa la prima immagine del film. Per tutto il mese di luglio la troupe è impegnata con le riprese a Camigliatello Silano:
(Gabriele Mainetti)
Dopo la visione di un primo premontaggio, il cast è tornato sul set per alcune riprese aggiuntive.

### Post-produzione
I lavori di post-produzione legati agli effetti digitali sono stati imponenti e per ultimarli è stata rimandata di diversi mesi la data di uscita del film, prima atteso nel 2019, fino al 2020, nonostante fosse stato presentato nel listino della 01 Distribution in occasione del Torino Film Festival a novembre 2019. Nello stesso mese vengono diffuse una serie di foto tratte dal film, a più di un anno di distanza dalla prima immagine. Ancora nei primi mesi del 2020 il film è in lavorazione per gli effetti visivi, dei quali si occupano tre società, e ciò impedisce al film di partecipare alla Berlinale 2020 con cui i produttori erano entrati in contatto. Durante il confinamento imposto a causa della pandemia di COVID-19, Gabriele Mainetti ha composto le musiche del film, le cui registrazioni sono iniziate a settembre.

## Promozione
Il primo teaser trailer del film è stato diffuso il 7 ottobre 2020, mentre il trailer esteso viene diffuso il 13 ottobre.

## Distribuzione e incassi
Il film è distribuito da 01 Distribution mentre delle vendite estere si sono occupati True Colours e Rai Com.
In occasione del Torino Film Festival 2018 viene annunciato il listino dei film distribuiti da 01 Distribution nel 2019 tra i quali figura Freaks Out, ma è stato poi rinviato all'anno successivo in seguito ai lavori di post-produzione. Inizialmente la data di uscita nei cinema avrebbe dovuto essere il 22 ottobre 2020, ma a causa della pandemia di COVID-19 è stata posticipata prima al 16 dicembre 2020 e poi al 28 ottobre 2021. Il film è stato presentato in concorso alla 78ª Mostra internazionale d'arte cinematografica di Venezia l'8 settembre 2021.
Il film viene acquistato da VMI Releasing e distribuito, con il nome Freaks Vs. The Reich, sul territorio nordamericano dal 28 aprile 2023.
A fronte di un budget di circa 13 milioni di euro, è stato uno dei migliori film italiani dell’anno che hanno incassato di più al box office italiano durante il periodo pandemico, incassando circa 3 milioni di euro.
Ha incassato globalmente 3,2 milioni di dollari.

## Accoglienza
Mentre la critica italiana ha complessivamente elogiato il film, quella nordamericana lo ha accolto con perplessità e in certi casi con ostilità.
Su Variety Jessica Klang lo ha definito "quasi ammirevolmente ignaro del fatto che la sua produzione in stile Primavera per Hitler, esagerata e senza ironia, e la sua pigra evocazione dell'Olocausto come scorciatoia narrativa per alzare la posta dell'emotività potrebbero essere di gusto discutibile".
Su The Hollywood Reporter Lovia Gyarkye ha scritto che il film: "non prende in considerazione i minimi requisiti narrativi [...] Le esplosioni, le scene di combattimento e gli assoli di Franz al pianoforte potranno piacere a qualcuno, ma a me sono sembrate scappatoie per non costruire la narrazione in modo significativo [...] Ammiro il tentativo di distinguersi, ma Freaks Out è sfocato, cosa che ne fa un'esperienza di visione frustrante. È un progetto ambizioso che avrebbe dovuto prendere i propri personaggi un po' più sul serio".
Sul Los Angeles Times Noel Murray ha scritto: "la sfiancante lunghezza del film mette alla prova, così come il fallimento di Mainetti nell'usare l'ambientazione storica in modo sensato. I suoi nazisti sono cattivi al punto giusto e il film accredita la minaccia esistenziale dell'Olocausto, ma la storia è troppo poco seria riguardo agli orrori della seconda guerra mondiale."
Su Pajba Kayleigh Donaldson ha scritto: "Ti chiedi quanto prendere sul serio un nazi che suona al piano Sweet Child of Mine, poi vedi un treno pieno di ebrei andare verso sappiamo dove, e viene un vuoto allo stomaco. L'aggiunta di una patina di sentimentalismo non fa che rendere l'esperienza più amara. Uno preferirebbe quasi che il film fosse di cattivo gusto quanto il suo titolo [americano], questo almeno gli darebbe una coerenza che nella sua forma attuale gli manca."

## Riconoscimenti
(Motivazioni della vincita del Leoncino d'Oro 2021 alla 78ª Mostra internazionale d'arte cinematografica di Venezia)
- 2021 - Festival di Venezia
  - Premio Pasinetti speciale
  - Leoncino d'oro (assegnato dalla giuria dei giovani di Agiscuola).
  - Soundtrack Stars Award 2021 (riconoscimento per la migliore colonna sonora tra i film in selezione ufficiale)
  - “Carlo Lizzani” (riconoscimento legato agli esercenti).
  - “Sorriso Diverso Venezia Award” (riconoscimento legato alla solidarietà e all’impegno sociale).
  - Premio RB Casting per la migliore interpretazione italiana ad Aurora Giovinazzo (assegnato da una giuria di casting director).
  - Premio Graffetta d'Oro Migliore Film.
  - Premio NUOVOIMAIE Migliore Attrice Esordiente ad Aurora Giovinazzo.
- 2021 - Heroes Film Fest
  - Miglior film di genere[31].
- 2021 - Giornate Professionali di Cinema di Sorrento
  - Biglietto d'oro.
  - Chiavi d'oro al regista, allo sceneggiatore e agli interpreti principali.
  - Premio ANEC “Claudio Zanchi” per il miglior talento emergente ad Aurora Giovinazzo[32].
- 2022 - 3ª Meno di Trenta
  - Premio Migliore Attrice - Cinema ad Aurora Giovinazzo[33].
- 2022 - 51ª Rotterdam International Film Festival
  - Premio del Pubblico VriendenLoterij[34].
- 2022 - David di Donatello
  - Miglior produttore a Gabriele Mainetti per Goon Films, Isabella Orsini per GrapBusters, Andrea Occhipinti, Stefano Massenzi e Mattia Guerra per Lucky Red con Rai Cinema.
  - Miglior scenografo a Massimiliano Sturale e Ilaria Fallacara
  - Miglior trucco a Diego Prestopino, Emanuele De Luca e Davide De Luca
  - Miglior acconciatore a Marco Perna
  - Migliori effetti speciali visivi a Stefano Leoni
  - Miglior autore della fotografia a Michele D'Attanasio
  - Candidatura per il miglior film
  - Candidatura per il miglior suono
  - Candidatura per la miglior regia a Gabriele Mainetti
  - Candidatura per la miglior sceneggiatura originale a Nicola Guaglianone e Gabriele Mainetti
  - Candidatura per la miglior attrice protagonista a Aurora Giovinazzo
  - Candidatura per il miglior attore protagonista a Franz Rogowski
  - Candidatura per il miglior attore non protagonista a Pietro Castellitto
  - Candidatura per il miglior compositore a Michele Braga e Gabriele Mainetti
  - Candidatura per il miglior costumista a Mary Montalto
  - Candidatura al David Giovani
- 2022 - XII edizione del premio La Pellicola d'oro[35].
  - Miglior Effetti Speciali: Maurizio Corridori
  - Miglior Direttore di Produzione: Fabio Lombardelli
  - Miglior Storyboard Artist: Marco Valerio Gallo
  - Miglior Attrice Protagonista: Aurora Giovinazzo
  - Miglior Sarta di Scena: Alessia Caccialupi
  - Miglior Operatore di Macchina: Matteo Carlesimo
  - Miglior Maestro d'Armi: Emiliano Novelli
  - Miglior Capo Costruttore: Roberto Laurenzi
  - Miglior Creatore Effetti Sonori: Mirko Perri, Emiliano Novelli
  - Miglior Film Tecnico votato dalla giuria giovani.
- 2022 - Nastri d'argento[36][37].
  - Miglior scenografia a Massimiliano Sturiale
  - Migliori costumi a Mary Montalto
  - Miglior montaggio a Francesco Di Stefano
  - Candidatura per il Miglior film
  - Candidatura per la Miglior regia
  - Candidatura per la Miglior attrice protagonista
  - Candidatura per il Miglior attore non protagonista
  - Candidatura per la Miglior fotografia
  - Candidatura per il Miglior casting director
  - Candidatura per la Miglior colonna sonora
- 2022 - ShorTS International Film Festival 23ª edizione[38].
  - Premio Prospettiva ad Aurora Giovinazzo
  - Premio Cinema del Presente a Gabriele Mainetti
- 2022 - Magna Graecia Film Festival 19ª edizione[39].
  - Miglior regia
  - Miglior sceneggiatura
- 2022 - Filming Italy Best Movie award 4ª edizione[40].
  - Miglior regia
- 2022 - Toronto After Dark Film Festival 16ª edizione[41]
  - Audience Award
  - Best Feature Film - Gold
  - Best Director (Gabriele Mainetti)
  - Best Screenplay
  - Best Music
  - Best Cinematography
  - Best Special Effects
  - Best Sound Design
  - Best Title Sequence
  - Best Editing
  - Best Villain (Franz Rogowski as Franz)
- 2022 - Italian Film Festival Berlin[42].
  - Premio del pubblico “Lazio, eterna scoperta”